# Пищевик (футбольный клуб, Минск)
«Пищевик» — советский футбольный клуб из Минска. Создан не позднее 1950 года. Последнее упоминание в 1954 году.

## Достижения
- В первой лиге — 6 место (в зональном турнире класса «Б» 1954 год).
- В кубке СССР — поражение в 1/16 финала (1954 год).

## Известные игроки
- Булыгин, Анатолий Николаевич
- Радзишевский, Владислав Николаевич.